# Echinocereus maritimus
Echinocereus maritimus là một loài thực vật có hoa trong họ Cactaceae. Loài này được (M.E.Jones) K.Schum. mô tả khoa học đầu tiên năm 1898.

## Hình ảnh

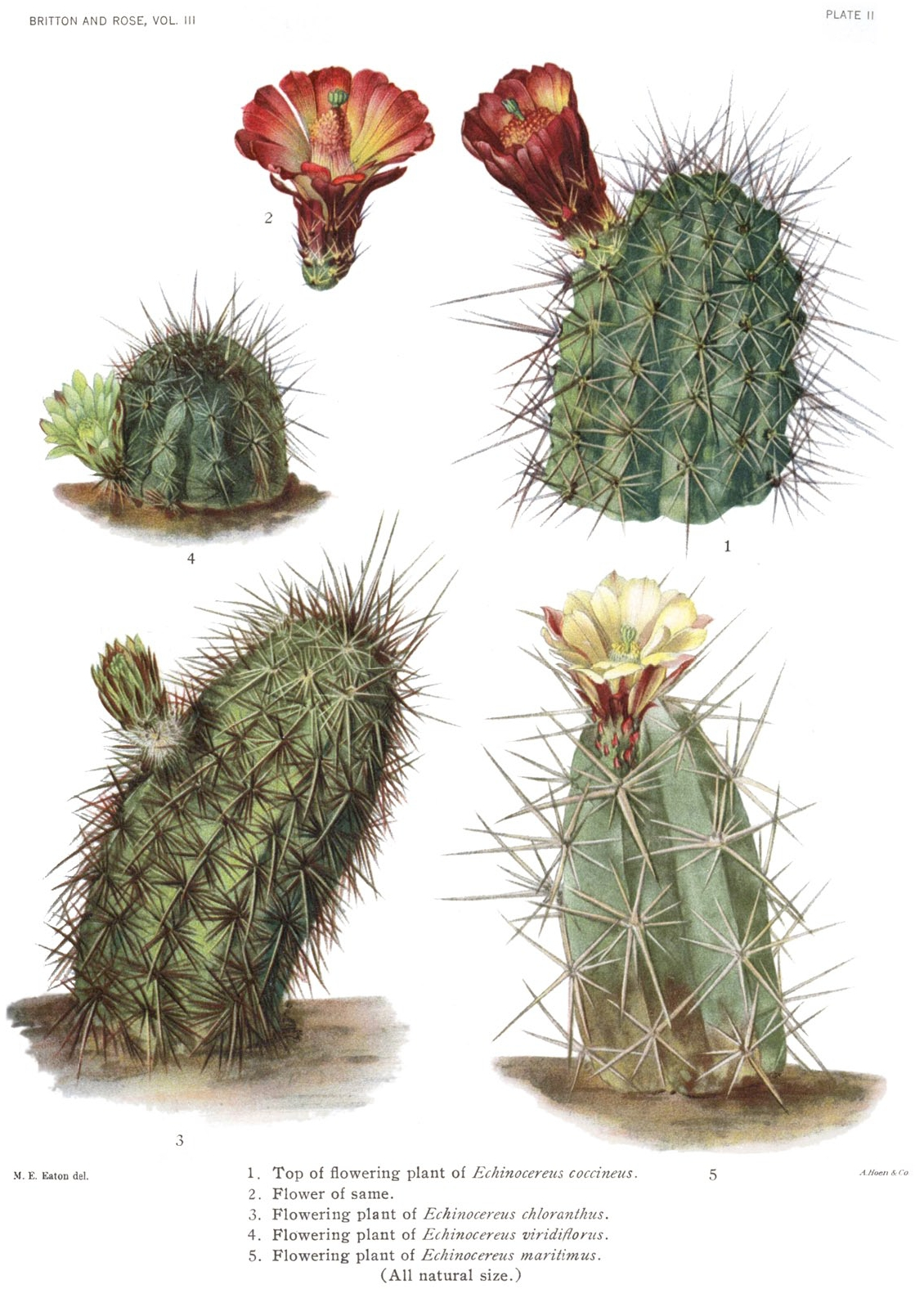
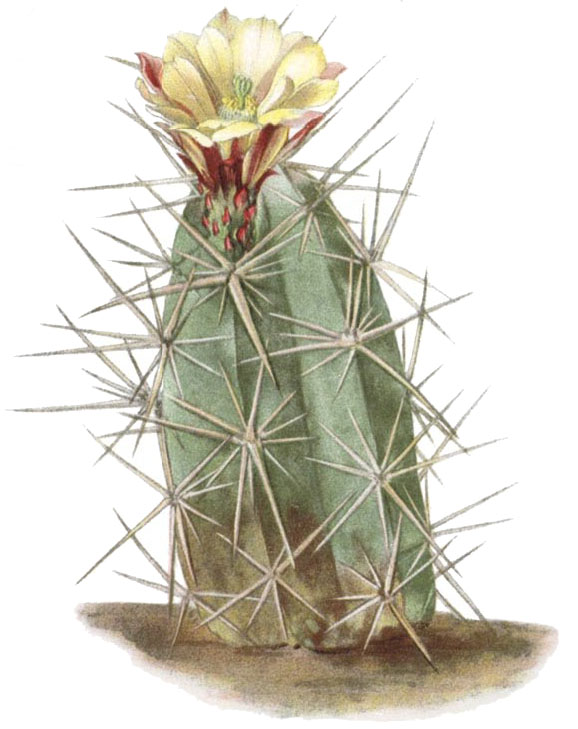